# 一等車
一等車（いっとうしゃ、英: First Class Car）は、鉄道車両の等級の一つ。1等車とも記す。接客設備（アコモデーション）の違いにより、展望車を含む座席車と寝台車に大別できる。

## 世界における一等車

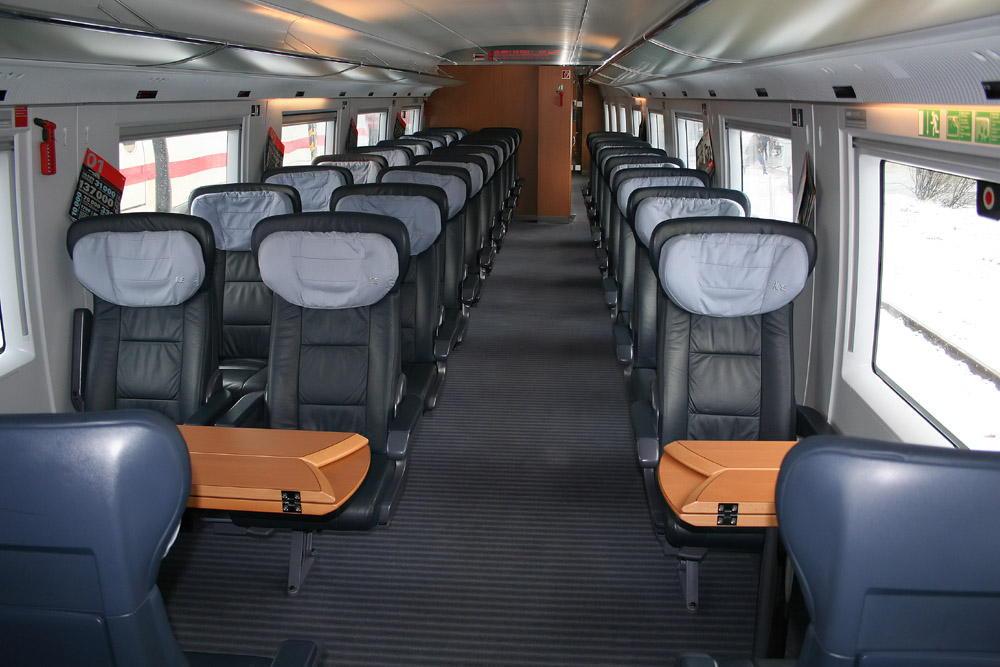
ICEの一等車車内

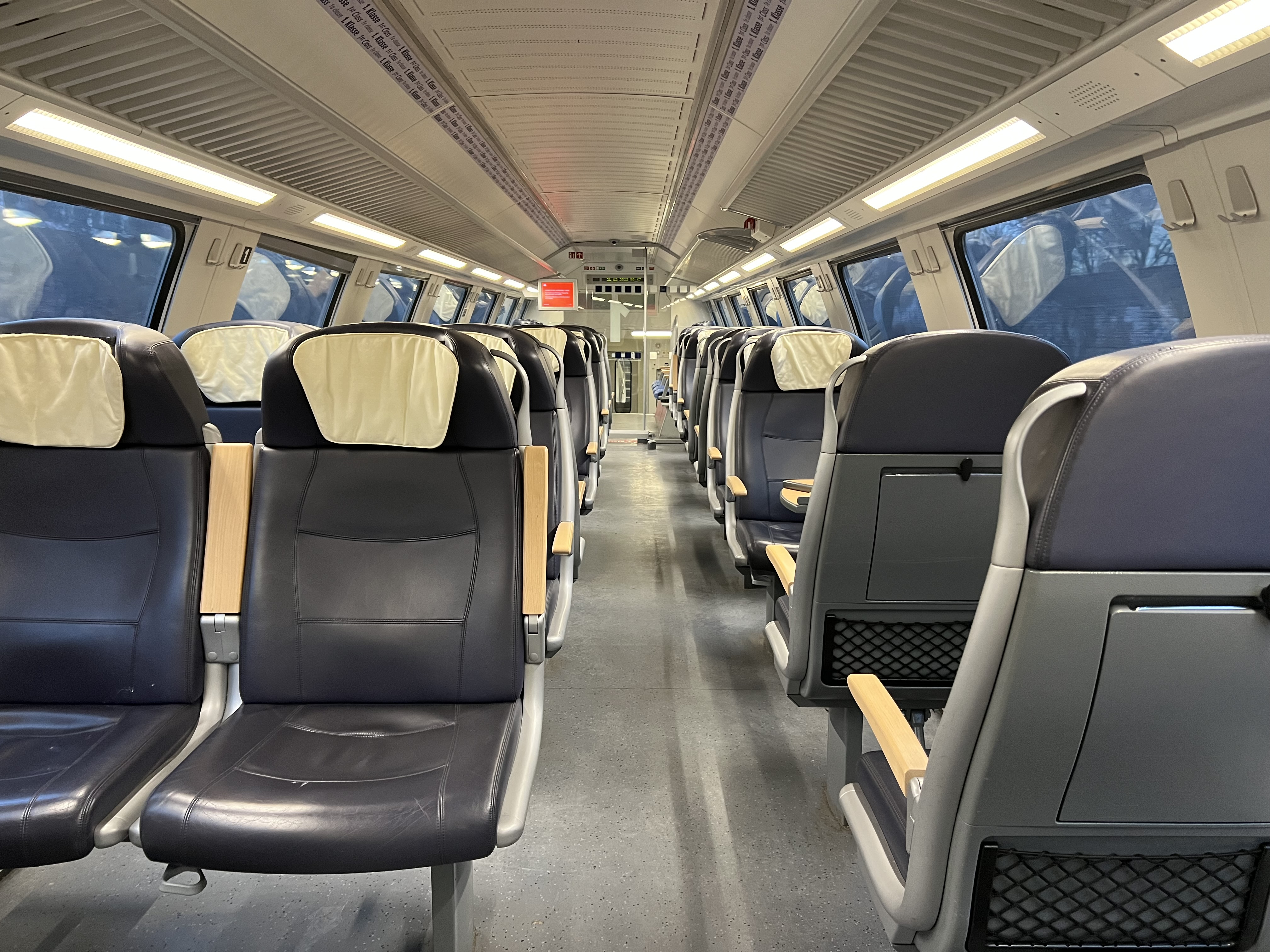
ドイツ鉄道RB（普通列車）の一等車車内

ヨーロッパの鉄道では、19世紀中頃に一等から三等までの三等級制が定着した。このうち一等車は高級馬車を模して設計されており、貨車同然の三等車やかろうじて雨風をしのげる二等車と差がつけられていた。（詳細は鉄道車両の歴史#初期の客車と貨車を参照）。1920年代になるとワゴンリー社のプルマン車が一部の特急列車に連結された。このプルマン車は通常の一等車（向かい合わせ3人がけシートの区分座席車）に比べて、一人がけのソファとテーブルを配し、定員は24名程度という豪華な車両で、中には個室やキッチンを備えた車両も存在した。第二次世界大戦後には三等級制から二等級制に移行し、ビジネス客を主な対象とした一等専用の国際特急列車であるTEEが登場した。1970年代以降は一等専用列車の需要は衰え、多くの優等列車が一等車と二等車の双方を連結するようになった。
現在でもヨーロッパ各国の列車には、一等車が普通列車を含む多くの列車に連結されている。優等列車では設備やサービス面で明確な差をつけていることがほとんどである。一方で普通列車、特に一等・二等合造車では二等との間に簡易的な区切りが設けられ、異なるモケットの座席が設置されている程度で、設備面での二等車との差異は小さい。ただし一等車と二等車の料金は厳然と分けられており、客層の分離に役立っている。
中華人民共和国においては「軟座車」 (soft class) ・「硬座車」 (hard class) といわれる区分があり、それぞれ「一等車」・「二等車」に相当する。また、台湾の鉄道では、台湾鉄路管理局が運行する莒光号の一部と、台湾高速鉄道に一等車に相当する「商務車」 (business class) という車両が連結されている。
アメリカ合衆国のアムトラックでは、高速列車「アセラ・エクスプレス」にファーストクラス車が一両連結されており、食事のシートサービスが行われている。このほかの列車にはファーストクラスの設定はないが、一部列車では普通席にあたる「コーチ」より上等の「ビジネスクラス」席が設けられている。

## 日本での一等車
日本においては、国鉄などが定めた旅客列車の車両にあった等級の一つ。古くは私鉄でも国鉄と同様の区分を設けていたほか、戦後になっても国鉄から乗り入れる車両を受け入れるないしは国鉄と相互乗り入れしている会社が設けていた。時期により以下のとおり三等級制および二等級制の時代の二つに分類される。

### 三等級制時代（1960年以前）の一等車（旧一等）

#### 明治から昭和戦前

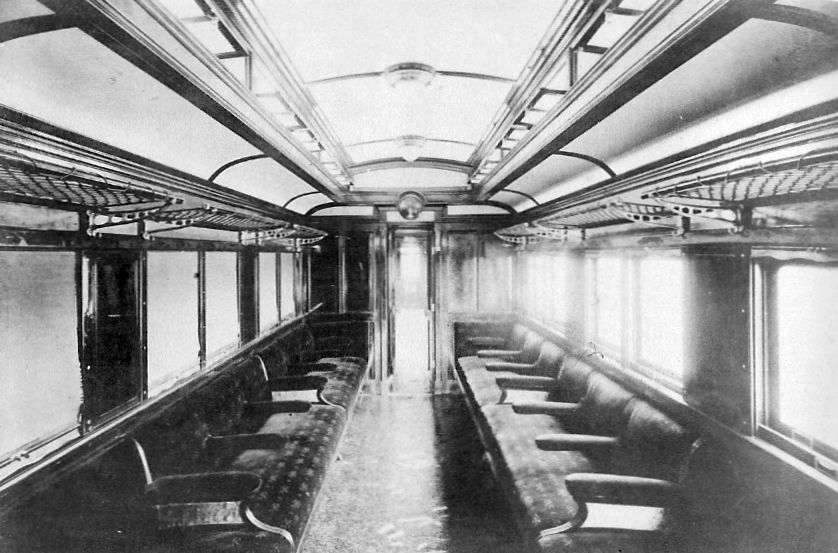
大正時代の一等車の内部

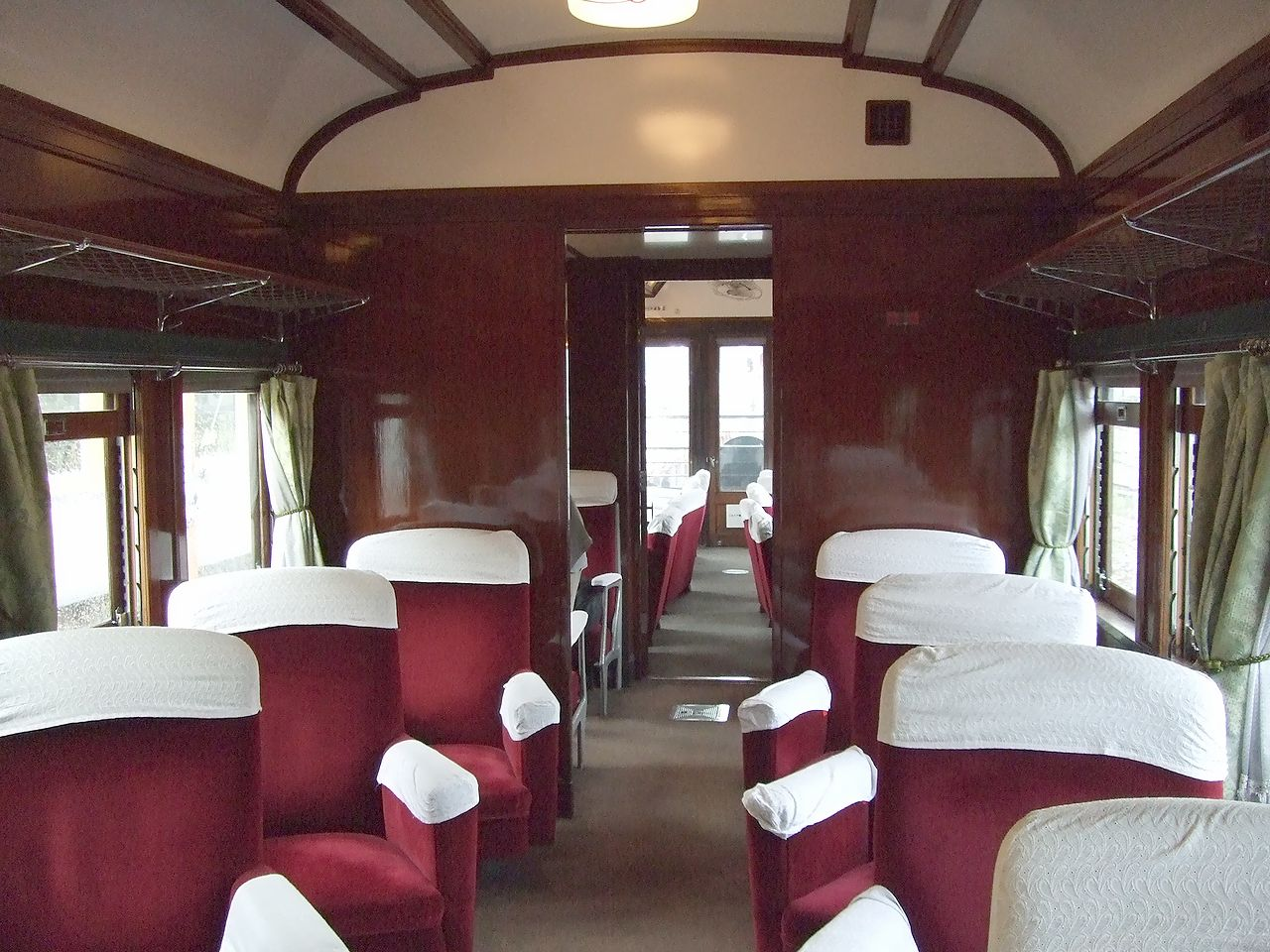
昭和初期の一等車の内部の例（マイテ49形）

明治以来の三等級制下においては、最上級位車両。車体表記はイ。戦前には窓下に白色の帯を塗装しており、優等車両の象徴となっていたが、太平洋戦争後に日本に進駐した連合国軍がこの塗装を専用塗装として専有したため、以後はクリーム色が用いられた。
1872年の鉄道開業の際に、客車は3等級とされ、上等・中等・下等に区分したが、1897年（明治30年）11月に一等・二等・三等へ変わった。「下等」の名称が乗客の感情を害するためであったと報じられている。また客車の帯色の塗りわけは1896年関西鉄道が採用、官鉄も1897年に上記と同時に実施した。一等寝台車については、A寝台#等級制時代を参照されたい。
なお称号規定上は一等車が「イ」、一等寝台車が「イネ」と区別されるので、厳密に言えば一等寝台車は狭義の一等車（座席車）とは別カテゴリである。また一等展望車「イテ」は、一等食堂車「イシ」などと同様で、一等車と展望車の合造車を意味し、一等の展望車ではない。一等座席車のうちその多くが、現在でいうロングシート座席であった。
1919年10月1日から、需要減少のためそれまで小区間運転以外おおむね連結されていた一等車が、主要幹線の急行や直行列車の一部にのみ連結されることとなった。1934年には東海道・山陽本線の特急・急行列車に用いられる展望室付車両および一等寝台車以外は廃止され、それ以外の余った一等車は貴賓・要人用の車両として一部が残されたほか、二等車に格下げされたものもあった。ただし、山陽本線のバイパス兼軍事輸送上の重要路線として1935年に全通した呉線は一等車を連結した急行列車が山陽本線から直通することになり、九州島内も関門トンネル開通以降は本州直通列車の一等車として復活する。
1944年4月1日、決戦非常措置要綱に基づき寝台車や食堂車とともに一等車の連結が廃止された。

#### 戦後
第二次世界大戦直後は休止状態が続いて、一般に利用できる一等車はなかった。ただしアメリカ軍の進駐により遊休優等車が接収されたのみならず、他の客車も様々な車種に改造して利用に供されたため、軍用客車に関しては、一等車、一等寝台車の形式がむしろ増えた。
| 車両 形式 | 在籍 両数 | その他概要                              |
| --------- | --------- | --------------------------------------- |
| マイ38    | 2両       | 1人掛けリクライニングシート車、元供奉車 |
| マイフ97  | 1両       | 特別営業客車 （元特別職用車）           |
| マイ98    | 1両       | 特別営業客車 （元特別職用車）           |
| スイ99    | 1両       | 特別営業客車 （元特別職用車）           |

日本人も利用できる一等寝台車は1948年から復活した。11月10日夜の東京 - 大阪間急行に用いられた新製のマイネ40がそれである。また接収を免れた展望車が1949年に復活した戦後初の特急「へいわ」に充当された。しかし、一等寝台車は利用者の航空機への移行による利用率の低下に伴い、1955年に全車が二等寝台車に格下げされた（A寝台の項を参照）。
この結果、国鉄の一等車は東海道本線の特急「つばめ」・「はと」の一等展望車と、外国人団体観光客向けに皇室用の供奉車を転用改造した座席車マイ38形および1953年の改番で90番台形式を付された元特別職用車の特別営業客車のみとなった。一等展望車以外に残ったものは表の通り。
1960年6月1日東海道本線特急の電車化に伴い、定期での一等展望車の使用が終了した（実質的に旧一等車の運用終了）。これを受けて7月1日に二等級制に移行、旧一等展望車と外国人客向け一等車はともに旧二等車と統合されて新しい二等級制の一等車（次項参照）になった。形式もイからロに修正されたが、以後ほとんど使用されず、1960年代前半に廃車となった。

### 二等級制時代（1960年 - 1969年）の一等車（新一等）
1960年以降における二等級制時の上級位の車両。それ以前の二等車が中心であるが、少数ながら前項の車両も含まれた。記号表記はロ。
車体には側面窓下に淡緑色の帯。旧「並ロ」の客車（二等車との合造車含む）はドアのそばに「1」の表記がされた。なお、旧「特ロ」の客車には「1」の表記の代わりに客用扉の最上部に「1等」の表示灯が取り付けられた。
なお1960年ごろは多くの線区で利用が少なくても普通列車にも一等車が連結されていたが、当時は一等車が運転されているだけで、乗っても乗らなくても官庁では一等の出張旅費が出ることがあり、強い陳情が行われたためだとされる。
この時代の一等車には、座席配置としては座席間隔の広い固定クロスシートや転換または回転クロスシートを装備した車両（並ロ）とリクライニングシートを装備した車両（旧特別二等車、特ロ）が混在していたが、前者は設備の見劣りから、近郊形電車113系のサロ111形・サロ110形を除き1970年までに全車二等車（現行の普通車）に格下げされた(最後まで残ったのはサロ85021で、1970年4月27日にサハ85021に格下げされた。)。なお、サロ110形は準急形・東海形と称された153系のサロ153形を113系に改造・編入したものである。したがって旧並ロの装備でのちのグリーン車は上記サロ111形とサロ110形以外存在しないが、これは使用線区でのグリーン車の利用率が非常に高く、豪華さよりも定員を増やして着席需要に応える方が重要であったことによる。
1969年5月10日のモノクラス制移行後は、グリーン車と呼ばれるようになった。

### モノクラス制時代（1970年 - ）の一等車
その後、イについては、1982年に大井川鉄道（現・大井川鐵道）の展望車としてスイテ82形客車（スイテ82 1）が製造され、1987年にJR西日本の交通科学館（のちの交通科学博物館）で静態保存されていたマイテ49形客車（マイテ49 2）が車籍復活した。ただし、スイテ82形は当初から一等車として作られた車両ではなく、改造車である。
1950年に製造されたマイネ41を最後に、製造当初から形式名称に「イ」がつく車両は姿を消していた が、2013年、JR九州のななつ星 in 九州（マイ77・マイネ77・マイネフ77）が63年ぶりに新造された。2017年6月13日、JR西日本が運行開始した「TWILIGHT EXPRESS 瑞風」（キイテ87・キサイネ87）も形式名称に「イ」を付している。

### 運賃・料金

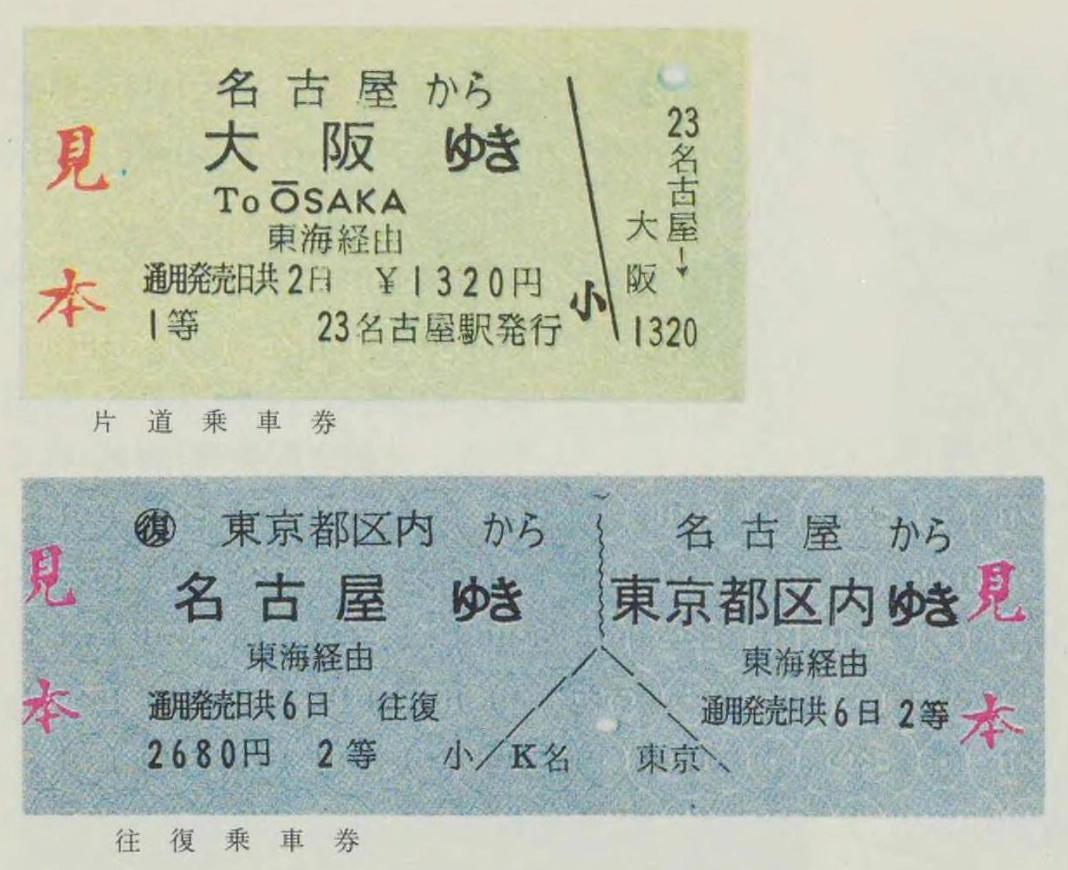
国鉄乗車券。上が片道（一等）、下が往復（二等）

1969年より日本国有鉄道ではモノクラス制を採用したことから、運賃、特急・急行料金は一本化されており、グリーン車利用の場合は特別料金を払うこととなっているが、等級制時代には、運賃および特急・急行料金は等級別に異なっていた。
例えば1960年以前であれば、三等運賃・料金を基準とすると、二等運賃・料金はおおむねその2倍、一等運賃は二等運賃の2倍、一等特急料金は三等の3倍が収受されることになっていた。 なお、この倍率は採用時期・採用会社によって相当異なっており、国鉄でも例えば1950年4月1日改定以前は、二等が三等の3倍であった。
また切符の色も等級別に異なっており、客車の帯の色から一等は「白切符」（実際には黄色）、二等は「青切符」、三等は「赤切符」と呼ばれていた。